# سسک نیزار پیت‌کرن
سسک نیزار پیت‌کرن (انگلیسی: Pitcairn reed warbler) یک پرنده آوازخوان از تیره سسک‌های نیزار است. پیشتر در زمره «سسکان جهان قدیم» (Sylviidae) قرار می‌گرفت، اکنون در خانواده تازه شناخته‌شده سسکان نیزار قرار دارد. این گیاه بومی جزایر پیت‌کرن در جنوب اقیانوس آرام است. در محل به عنوان «گنجشک» شناخته می‌شود (گنجشک‌های واقعی در پیت‌کرن یافت نمی‌شوند).
سسک نیزار پیت‌کرن تنها پرنده خشکی در پیت‌کرن است و در گذشته در سراسر جزیره رایج بود. در گذشته، به دلیل گستره کوچکی که دارد توسط اتحادیه بین‌المللی حفاظت از طبیعت به عنوان یک گونه آسیب‌پذیر طبقه‌بندی می‌شد، اما تحقیقات جدید نشان داده است که شمار آن کمتر از آن چیزی است که تصور می‌شد. در نتیجه، در سال ۲۰۰۸ وضعیت آن به وضعیت در خطر انقراض تبدیل شد.